# پلی‌استیشن (کنسول)
پلی‌استیشن (به انگلیسی: PlayStation) (سرواژه: پی‌اِس PS و به‌طور غیررسمی پی‌اِس‌ایکس PSX) عنوان یک کنسول بازی ویدئویی خانگی ۳۲ بیتی از نسل پنجم است که برای نخستین بار، در ۳ دسامبر سال ۱۹۹۴ در کشور ژاپن، ۹ سپتامبر ۱۹۹۵ در آمریکای شمالی، ۲۹ سپتامبر ۱۹۹۵ در اروپا، و ۱۵ نوامبر ۱۹۹۵ در استرالیا توسط سونی کامپیوتر انترتینمنت عرضه شد. پلی‌استیشن به عنوان یک کنسول نسل پنجم، در درجهٔ اول با کنسول‌های نینتندو ۶۴ و سگا ساترن رقابت می‌نمود.
موفقیت پلی‌استیشن منجر به ایجاد مجموعه جانشینانی شد که با کنسول پلی‌استیشن ۲ در سال ۲۰۰۰ به مسیر خود ادامه داد. در همان سال سونی مدل کوچک‌تر و ارزان‌تری به نام پی‌اِس وان عرضه کرد.

## تاریخچه
تاریخچه این کنسول از سال ۱۹۸۸ میلادی شروع می‌شود. زمانی که پلی‌استیشن و نینتندو قصد دارند با همکاری و هم طرح لوح ویژه [Super disc] را پیاده کنند. لوح ویژه یک سی‌دی رام برای کنسول سوپر نینتندو بود؛ ولی به هر شکل این دو شرکت از هم جدا شدند و لوح ویژه برای کنسول جدید نینتندو ساخته نشد؛ ولی سونی در سال ۱۹۹۱ با تغییرات و ویرایش‌هایی روی لوح ویژه آن را در کنسول جدید خود یعنی پلی‌استیشن جای داد. ایده خود کنسول پلی‌استیشن در سال ۱۹۹۰ توسط کن کوتاراگی مطرح شد.
فقط دویست واحد از نخستین مدل پلی‌استیشن، که قابلیت اجرای کارتریج‌های سوپر نینتندو را هم داشت، توسط سونی ساخته شد. نخستین مدل این کنسول به صورت چند رسانه‌ای و چند منظوره طراحی شد. علاوه بر اجرای بازی‌های سوپر نینتندو، می‌توانست سی‌دی‌های صوتی و اطلاعات گرافیکی را به‌خوبی بخواند. با رایانه‌های شخصی هم سازگار بود. در سال ۱۹۹۴ نوع دیگری از پلی‌استیشن با عنوان پی‌اِس‌ایکس عرضه شد، که با بازی‌های سوپر نینتندو سازگار نبود و فقط بازی‌های مبتنی بر سی‌دی رام را اجرا می‌نمود. این تصمیمات موجب شد پلی‌استیشن بهترین فروش در بین کنسول‌های نسل خود را داشته باشد، و تا ۲۰ ژوئیه ۲۰۰۸ بالغ بر ۱۰۲ میلیون دستگاه همراه با ۷۹۱۸ عنوان بازی از آن به فروش برساند.

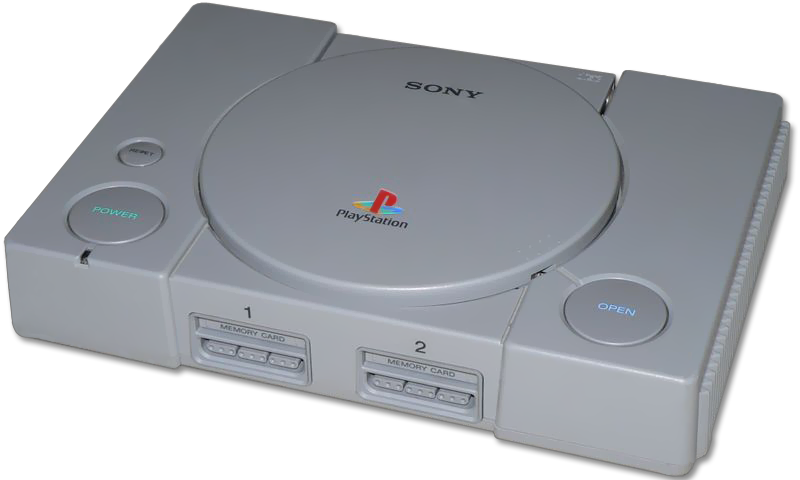
تصویر کنسول

## کنسول‌های خانگی

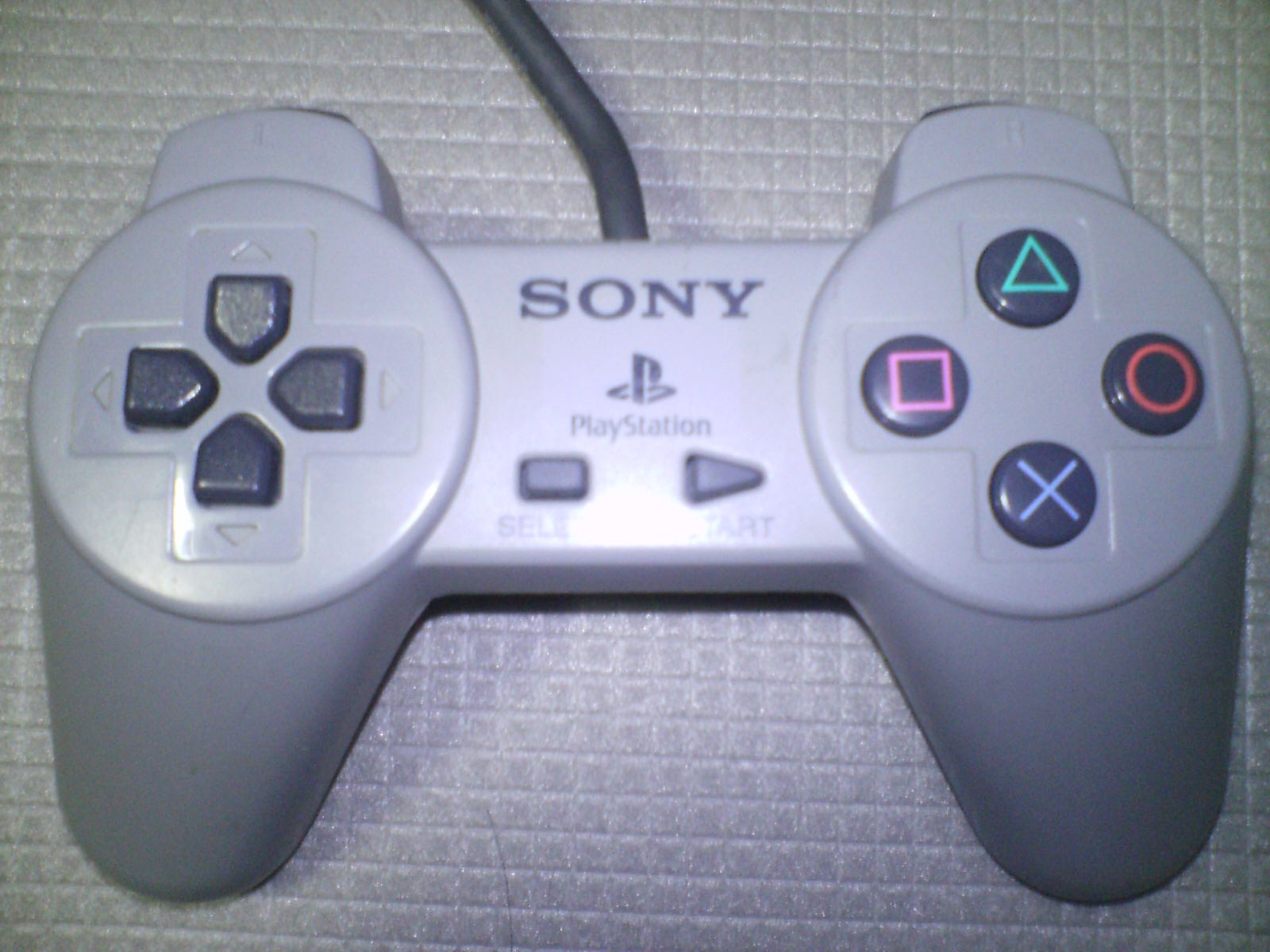
دسته کنسول

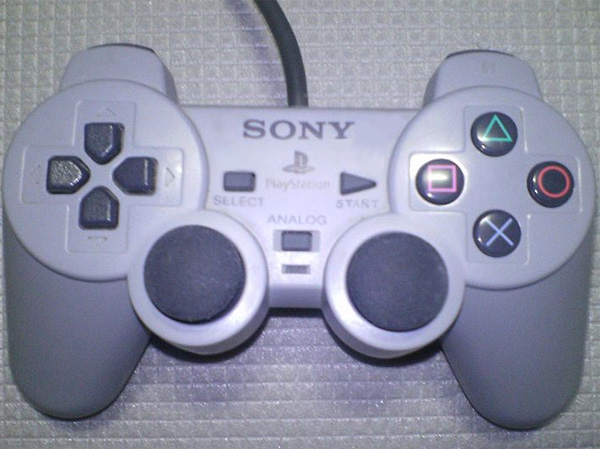
دسته کنترل شوکدار

پلی‌استیشن اصلی که در تاریخ ۳ دسامبر ۱۹۹۴ میلادی در ژاپن منتشر گشت، نخستین سری از رایج‌ترین کنسول‌ها و دستگاه‌های بازی دستی بود. این برنامه شامل کنسول‌ها و به روزرسانی‌های جانشین از جمله Net Yaroze (پلی‌استیشن مخصوص سیاه با ابزار و دستورالعمل برای برنامه‌های بازی‌ها و برنامه‌های پلی‌استیشن، پی‌اِس‌وان (نسخه کوچکتر از نسخه اصلی) و پاکت‌استیشن (دستگاه جانبی است که باعث تقویت بازی‌های پلی‌استیشن می‌شود) بود و همچنین به عنوان کارت حافظه عمل می‌کند. این بخشی از نسل پنجم کنسول‌های بازی‌های ویدئویی بود که در برابر سگا ساترن و نینتندو ۶۴ با هم رقابت می‌کردند. تا دسامبر ۲۰۰۳، پلی‌استیشن و پی‌اِس‌وان مجموعاً ۱۰۲٫۴۹ میلیون دستگاه را به بازار عرضه کردند، و در نهایت تبدیل به نخستین کنسول بازی‌های ویدئویی شد و منجر به فروش ۱۲۰ میلیون دستگاه شد. در ۹ ژانویه سال ۲۰۰۶، ناسا یک ردیاب فضایی پرتاب کرد که یک CPU(واحد پردازنده مرکزی) پلی‌استیشن متعادل داشت که در مقابل تابش‌های فضایی مقاومت می‌کرد. این ردیاب دور سیاره پلوتون و ماهواره خودش گردش کرد. کارونته عکس‌های زیادی از سیاره به ما داد.

## بازی‌ها
فهرست‌های کامل:
- بازی‌های پلی استیشن از حروف A تا L
- فهرست بازی‌های پلی استیشن از حروف M تا Z
- فهرست بازی‌های انحصاری پلی استیشن
- فهرست پرفروش‌ترین بازی‌های پلی استیشن

### استفاده از گیفت کارت برای کنسول پلی‌استیشن
کاربران کنسول‌های پلی‌استیشن برای دسترسی به برخی از خدمات آنلاین و محتوای دیجیتال فروشگاه PlayStation Store مانند خرید بازی‌ها، بسته‌های الحاقی (DLC)، اشتراک پلی‌استیشن پلاس و سایر آیتم‌های درون‌بازی، نیاز به شارژ حساب کاربری خود دارند. یکی از رایج‌ترین روش‌های انجام این کار، استفاده از گیفت کارت پلی‌استیشن است.
گیفت کارت پلی‌استیشن نوعی اعتبار دیجیتال است که با وارد کردن کد آن در حساب PSN، مبلغ مشخصی به حساب کاربر افزوده می‌شود. این کارت‌ها در مقادیر مختلف عرضه می‌شوند و برای کاربرانی که دسترسی مستقیم به روش‌های پرداخت بین‌المللی ندارند، گزینه‌ای ساده و در دسترس به شمار می‌روند.